# 星城中学校・高等学校
星城中学校・高等学校（せいじょうちゅうがっこう・こうとうがっこう）は、愛知県豊明市に所在し、中高一貫教育を提供する私立中学校・高等学校。

## 概要
中学校が1学年1クラス程度の少人数制授業であるのに対し、高等学校は1学年で20クラス近くある。
かつては、スクールバスが4系統運行されており、運行は鯱バスに委託していた。星城高校専用塗装のバスが車検などの理由で走行しない日は、鯱バス塗装のバスが代走する日も多くあった。近年、経営の悪化のため、3系統廃止、大府駅方面の系統1本のみとなり、鯱バスとの契約は解消され、自前での運行となった。

## 部活動
以下に挙げるのは、高等学校の部活動である。

### 実績
男子バレーボール部は竹内裕幸監督の就任後の初出場以来連続で愛知県代表として全国高等学校バレーボール選抜優勝大会に出場しており、2008年（平成20年）の全国高等学校総合体育大会で優勝。2014年（平成26年）の春高バレーでは史上初の2年連続三冠を達成。同時に99連勝もした。全国タイトルは計8回（選手権：3回、総体：2回、国体：3回）である。
女子バスケットボール部は桜花学園高等学校に次ぐ愛知県代表として全国高等学校総合体育大会に出場しており、2009年（平成21年）の第40回全国高等学校バスケットボール選抜優勝大会には21年ぶりの出場を果たしベスト8。

### 運動部
- 柔道
- 剣道
- 弓道
- 空手道
- 陸上競技
- バレーボール
- バスケットボール
- ソフトボール
- アマチュアレスリング
- ゴルフ
- 野球
- ラグビー
- バドミントン
- サッカー
- ハンドボール
- ソフトテニス

### 文化部
- 演劇
- 茶華道
- 美術
- メディア（旧放送部）
- ブラスバンド（Jazz）
- JRC
- 軽音楽部

## 著名な出身者
| - 阿部亮平 - 俳優 - 鮎川義文 - プロ野球選手 - 石黒佑弥 - プロ野球選手、阪神タイガース - 小池貴志 - プロ野球選手 - 五十嵐彩季 - レスリング選手 - 石川祐希 - バレーボール選手 - 大石公平 - 柔道選手 - Cup's - ミュージシャン - 加藤賢三 - レスリング選手 - 神谷雄飛 - バレーボール選手 - 川口太一 - バレーボール選手 - 小崎憲 - 日本中央競馬会調教師 - 斉藤アリス - モデル - 嵯峨宏紀 - レーシングドライバー - 武智洸史 - バレーボール選手 - 塚原優子 - バスケットボール選手 - 土田英生 - 劇作家 - 内藤しずか - バスケットボール選手 - 中尾綾 - バスケットボール選手 | - 中嶋一貴 - レーシングドライバー - 中嶋大祐 - レーシングドライバー - 中根聡太 - 元バレーボール選手・星城高校監督 - 南城大輔 - ZIP-FMラジオDJ - 深津貴之 - 元バレーボール選手・指導者 - 深津旭弘 - バレーボール選手 - 深津英臣 - バレーボール選手 - 光岡映二 - 総合格闘家 - 村上真由美 - ソフトボール選手 - 馬渕智子 - ソフトボール選手（北京五輪金メダリスト） - 三輪さくら - ソフトボール選手 - 村上睦子 - バスケットボール選手 - 松浦孝亮 - レーシングドライバー - 渡邉文男 - 総合探偵社ガルエージェンシー代表 - 渡辺奏吾 - バレーボール選手 - 糸瀬七葉 - 女優 |

## 交通
- 名鉄名古屋本線 前後駅より徒歩で約20分。同スクールバスで約7〜10分（中学生のみ）。
- 豊明市公共施設巡回バス（ひまわりバス）南部循環コース「栄中学校」停留所より徒歩で約3分程度。
- 大府市循環バス（ふれあいバス）北コース・東コース「星城高校北」停留所（前後駅行き）または「星城高校東」停留所（前後駅発）より徒歩で約7分程度。